# Trabéculum
Le trabéculum est un tissu de fibres collagènes situé dans l’angle irido-cornéen. Il assure la filtration de l’humeur aqueuse en dehors de l'œil vers le canal de Schlemm. Le mauvais fonctionnement du trabéculum, secondaire à sa dégénérescence, peut entraîner une augmentation de la pression oculaire et serait ainsi responsable du glaucome à angle ouvert (glaucome chronique). Ce mécanisme est à différencier de celui du glaucome à angle fermé (glaucome aigu), où schématiquement l'écoulement est bloqué par la fermeture de l'angle irido-cornéen.